# NN-184
La carretera NN-184 es una vía departamental secundaria ubicada en el departamento de Masaya, en el suroeste de Nicaragua. Conecta zonas rurales del municipio de Nandasmo y San Juan de la Concepción con Las Flores y el entorno del Volcán Masaya.

## Trazado y cruces
La ruta se extiende en sentido oeste-este, atravesando localidades rurales y zonas agrícolas del departamento de Masaya.
| km  | Localidad                 | Departamento | Conexión / Ruta |
| --- | ------------------------- | ------------ | --------------- |
| 0.0 | San Juan de la Concepción | Masaya       |                 |
| 3.5 | Nandasmo                  | Masaya       |                 |
| 7.5 | Las Flores                | Masaya       |                 |